# 陳守仁 (企業家)
陳守仁，GBS（1930年—），福建泉州人，活躍於香港、東南亞、太平洋島嶼的商界人物，早年曾於菲律賓生活。他是聯泰集團創辦人，亦是美國關島大學榮譽法學博士、香港浸會大學榮譽大學院士、馬來西亞拿督。

## 生平
1930年出生於福建泉州浮橋鎮王宮村，幼年時其父親往菲律賓謀生，至18歲時陳守仁亦到菲律賓馬尼拉協助父親經營一家小布莊，並以半工讀形式繼續學業。曾移居關島。
1965年於香港創辦貿易公司「聯泰」（後演變為聯泰集團），初期經營東南亞航運及進出口貿易，後涉足製衣業。
陳守仁家族熟悉塞班島 、關島等太平洋島嶼，1983年於塞班島設廠生產服裝。
旗下上市公司包括：聯泰控股（港交所：00311）、海天地悅旅（港交所：01832）。
1986年獲關島大學頒授榮譽法學博士，2017年獲香港浸會大學頒授榮譽大學院士。
2017年獲香港特區政府頒授銀紫荊星章。亦獲馬來西亞頒授拿督勳銜。

## 家庭
陳守仁五子一女：
- 長子陳亨利，第十三屆全國人民代表大會香港特別行政區代表。
- 次子陳偉利
- 三女陳莉莉
- 四子陳祖龍
- 五子陳祖儀
- 六子陳祖恒，香港生產力促進局主席，香港立法會議員（紡織及製衣界）。[8]